# Solen ceylonensis
Solen ceylonensis is een tweekleppigensoort uit de familie van de Solenidae. De wetenschappelijke naam van de soort is voor het eerst geldig gepubliceerd in 1814 door Leach.